# Eric Price
Eric Price (* 19. Juli 1974 in Bay View, Milwaukee, Wisconsin) ist ein US-amerikanischer Schauspieler und Komiker.

## Leben und Karriere
Eric Price stammt aus Milwaukee und war frühzeitig als Komiker aktiv. In seiner Geburtsstadt war er ab 1994 Teil der Improvisationsgruppe ComedySportz. Auch mit der Second City aus Chicago arbeitete er zusammen. Inzwischen unterrichtet er auch Improvisation. 2005 fasste er durch seinen Auftritt im Film The Godfather of Green Bay, über das Leben eines Stand-Up-Komikers, in der Schauspielerei Fuß, der teilweise in Milwaukee gedreht wurde. In der Folge versuchte er auch in Los Angeles einen Durchbruch zu erlangen, was zunächst misslang. Während seine Ehefrau in der Heimat zurückblieb, bezog er eine kleine Wohnung in Burbank und wurde bald darauf in einer Rolle in der Comedyserie Reno 911! besetzt werden. Er trat in insgesamt drei Episoden der Serie auf. 2007 war er zudem im Film Reno 911!: Miami, dort allerdings in einer anderen Rolle, zu sehen. Bis ins Frühjahr 2008 zog er anschließend in seine Heimat zurück, bevor er und seine Frau Sarah endgültig nach Los Angeles zogen.
In Los Angeles erhielt er bald darauf eine Rolle in der 14. Staffel der Comedysendung MADtv, in der unter anderem bekannte Persönlichkeiten parodiert werden. Der Sendung gehörte Price bis zur Einstellung 2009 an. Im Laufe seines Engagements parodierte er unter anderem Robert De Niro, Warren Buffett, Gordon Ramsay und Tim Gunn. 2010 lieh er der Figur Paddy im Animationsfilm Alpha und Omega im Original die Stimme. Nach seiner Fernsehpräsenz bei MADtv, war er danach unter anderem in Workaholics, Date-A-Max, Crash & Bernstein, Breaking Bad, Key & Peele und 2 Broke Girls in Gastrollen zu sehen. 2016 lieh er im Norm – König der Arktis erneut einer animierten Figur die Stimme.

## Filmografie (Auswahl)
- 2005: The Godfather of Green Bay
- 2005–2009: Reno 911! (Fernsehserie, 3 Episoden)
- 2006: College Ladies (Fernsehserie, Episode 2x03)
- 2007: Reno 911!: Miami
- 2007: Plane Dead: Zombies on a Plane
- 2007: American Body Shop (Fernsehserie, Episode 1x03)
- 2007: Inner Dudes (Kurzfilm)
- 2008–2009: MADtv (Fernsehsendung, 13 Episoden)
- 2009: Action Auto (Fernsehfilm)
- 2010: Miss This at Your Peril (Kurzfilm)
- 2010: Alpha und Omega (Alpha and Omega, Stimme)
- 2011: Some Guy Who Kills People
- 2011: Workaholics (Fernsehserie, Episode 1x03)
- 2011: A Toast to Green Lantern (Kurzfilm)
- 2012: Future Roommate (Kurzfilm)
- 2013: Date-A-Max (Fernsehserie, Episode 1x04)
- 2012: Prairie Dogs (Fernsehfilm)
- 2012–2013: Crash & Bernstein (Fernsehserie, 2 Episoden)
- 2012, 2015: Key and Peele (Fernsehserie, 2 Episoden)
- 2013: Breaking Bad (Fernsehserie, Episode 5x15)
- 2013: Alpha and Omega 2: A Howl-iday Adventure (Stimme)
- 2015: Natural Insemination (Kurzfilm)
- 2016: Norm – König der Arktis (Norm of the North, Stimme)
- 2016: 2 Broke Girls (Fernsehserie, Episode 5x12)
- 2016: Uncle Buck (Fernsehserie, Episode 1x01)
- 2019: Carcheski & Schlitz (Fernsehserie, Episode 2x01)